# What's the Time Mr. Wolf?
What's The Time Mr. Wolf? es el álbum debut de la banda Británica de indie rock Noisettes. Fue lanzado el 5 de febrero de 2007 en el Reino Unido por Vertigo Records (apoyado por un extenso tour en el Reino Unido) y lanzado el 17 de abril de 2007 en Estados Unidos por Universal Records. Cinco sencillos fueron lanzados para promocionar el álbum: «IWE», «Scratch Your Name», «Don't Give Up», «Sister Rosetta (Capture The Spirit)» y «The Count of Monte Christo». El álbum se grabó en un período de dos años, en Croydon, Inglaterra, en Los Ángeles y en Sausalito, California. Llegó al puesto #75 en el UK Albums Chart.

## Lista de canciones
1. "Don't Give Up" (Shingai Shoniwa, Dan Smith, Jamie Morrison) – 2:31
2. "Scratch Your Name" (Shoniwa, Smith, Morrison) – 3:11
3. "The Count of Monte Cristo" (Shoniwa, Smith, Morrison) – 4:14
4. "Sister Rosetta (Capture The Spirit)" (Shoniwa, Smith, Morrison) – 2:56
5. "Bridge to Canada" (Shoniwa, Smith, Morrison) – 3:25
6. "IWE" (Shoniwa, Smith, Morrison) – 3:30
7. "Nothing to Dread" (Shoniwa, Smith, Morrison) – 2:49
8. "Mind the Gap" (Shoniwa, Smith) – 3:44
9. "Cannot Even (Break Free)" (Shoniwa) – 4:08
10. "Hierarchy" (Shoniwa, Smith) – 4:18
  - "Never Fall In Love Again" (Shoniwa, Smith, Morrison) – 3:27 [hidden track]
11. "Speedhorn"  (Japanese bonus track) – 4:39 [bonus track en la versión japonesa]
12. "What Kind of Model" – 3:30 [bonus track en la versión japonesa]

## Respuesta de la crítica
La revista The New Yorker calificó al álbum como «una simpática demostración de treinta y ocho minutos despiadadamente exuberantes y de maestría musical, a pesar de la afinidad de la banda aficionada hacia el punk». La revista Rolling Stone calificó al álbum como «tres malas noticias de los niños de Londres que vinieron para quedarse pasmados, tomando su dinero y haciendo volar su mente», y calificaron al álbum con tres estrellas a la mitad. Entertainment Weekly dijo que Shoniwa «las presentaciones de Noisettes son tan eufóricas y desenfrenadas como los de Bow Wow Wow y Yeah Yeah Yeahs».